# 砂津停留場
砂津停留場（すなつていりゅうじょう）は、かつて福岡県北九州市小倉北区砂津一丁目にあった、西日本鉄道（西鉄）北九州本線の停留場（廃駅）である。
本項目では、隣接して設置されていた砂津車庫についても記述する。

## 概要
九州電気軌道本線第1期区間の開通により開業した、北九州線で最も歴史の古い停留場の一つ。隣接して九州電気軌道の本社が置かれ、1942年の西日本鉄道発足後も北九州地区の事業を所管する北九州営業局（当初は小倉支社）が置かれた。
砂津車庫が停留場北側に隣接し、入出庫線と渡り線があった。南側には営業所と北九州営業局があった。当停留場では電車の入出庫や乗務員交代が行われたほか、操車所から運行指示が行われ、門司方面からの下り電車に対する行先・系統指示（本線経由か戸畑・枝光線経由かなど）も行われた。

## 歴史
- 1911年（明治44年）6月5日 - 九州電気軌道本線第1期区間の開通に伴い、開業。
- 1942年（昭和17年）9月22日 - 西日本鉄道が成立し[5]、同社北九州線の停留場となる。
- 1985年（昭和60年）10月20日 - 北九州本線の門司 - 砂津間が廃止となる[6]。
- 1992年（平成4年）10月25日 - 北九州本線の砂津 - 黒崎駅前間廃止に伴い、当停留場も廃止。

## 駅構造
上下線それぞれに乗降場を有していた。安全地帯が設置されていたのは上り線側のみで、下り線側は路上の白線表示のみだった。下り線側は、電車の系統によって停車位置を分け、上富野一丁目寄りが本線経由、米町寄りが戸畑・枝光線経由となるよう架線のスパンワイヤーに表示札が取り付けられていた時期もあった。乗降場そばの道路端には、上下線それぞれに屋根のある待合所があり、下り線側のものは北九州営業局社屋1階前のスペースに設けられていた。
上富野一丁目寄りで、砂津車庫への入出庫線が分岐していた。

## 砂津車庫
1911年（明治44年）6月の開通時に開設された車庫で、北九州線最大の規模を有していた。工場も併設し、所属車両の日常検査のほか、北九州線（標準軌区間）と筑豊電気鉄道所属車両全ての全般検査を担当した。
1987年（昭和62年）から、職員の発案により、直接制御器のハンドル操作軽減のため制御器軸受にベアリングを組み込む改造を実施することとし、当時在籍していた直接制御車52両全車に対して改造を実施した。改造された制御器は、廃止後長崎電気軌道と岡山電気軌道が購入し、活用している。
1992年（平成4年）10月25日の北九州本線の砂津 - 黒崎駅前間廃止に伴い、当車庫も廃止となった。残存区間運用車両と筑豊電鉄所属車両のための代替工場設備は黒崎車庫に設置された。
当車庫・工場の設備として、開業以来の煉瓦造りの検修建屋なども使用されていたが、廃止後は全て撤去された。
北九州線の車両検査・修繕体制全般については、北九州線#車両基地を参照。

## 廃止後の状況

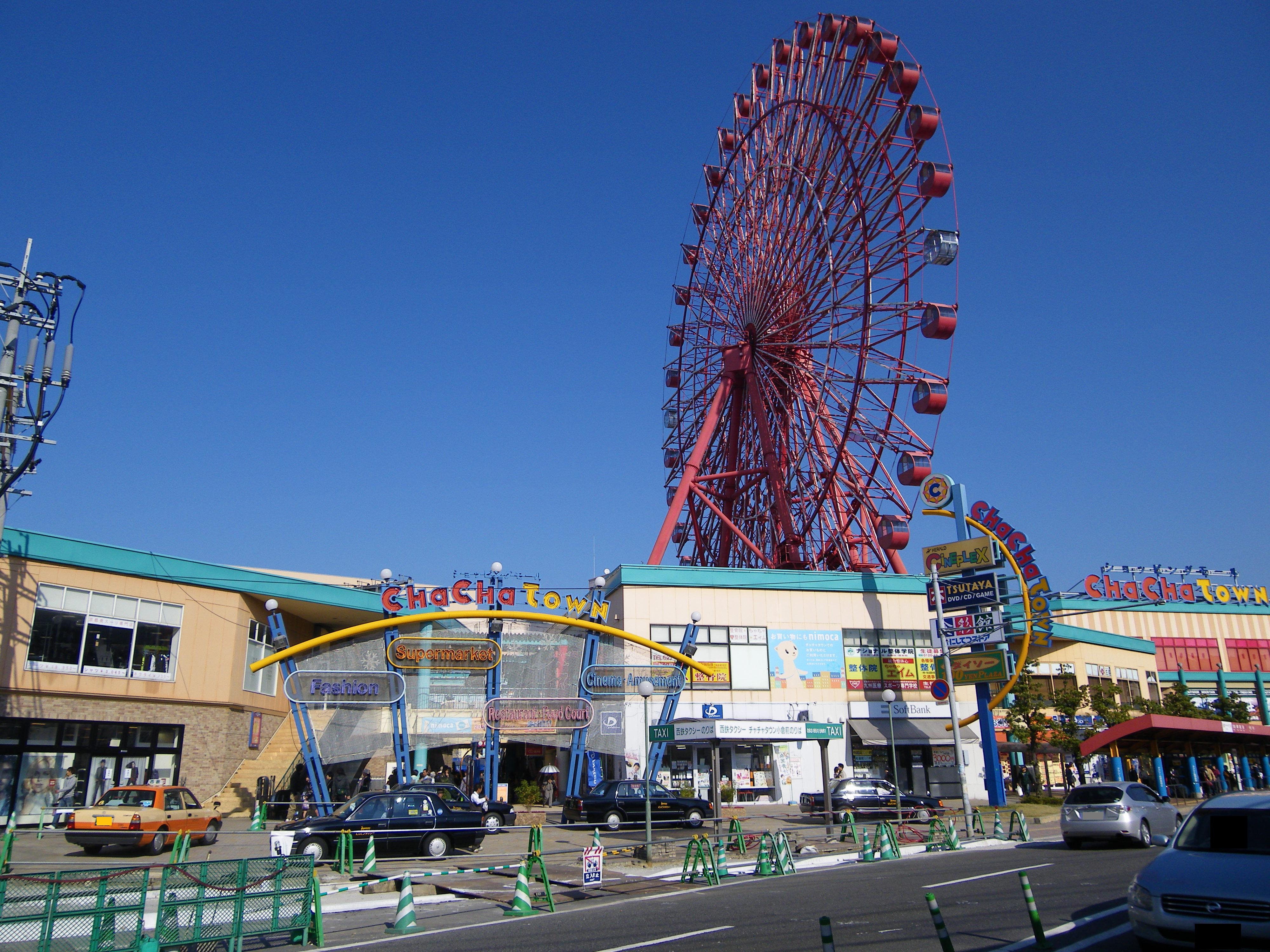
砂津車庫跡にあるチャチャタウン小倉

路面上の乗降場については、廃止後は完全に撤去され、残存していない。
北側にあった砂津車庫の跡には複合商業施設チャチャタウン小倉が建設された。
南側にあった北九州営業局社屋などの跡には砂津バスセンターが設置された。

## その他
当停留場と上り方の上富野一丁目との間で北九州線は小倉裏線・小倉鉄道線（後の添田線→日田彦山線）との交差を生じるが、平面交差を避けて立体交差とするため、この区間では北九州線の軌道は道路から南側に外れた新設軌道となり、築堤と橋梁で両線を乗り越えていた。この区間は、曲線区間の架線柱が曲線の内側に向けて斜めに建植されていることが特徴であった。両線の廃線後もこの区間は引き続き新設軌道となっていたが、北九州線の廃止後は橋梁のみならず築堤も切り崩されて撤去され、付近の道路の付け替えが行われた。

## 隣の駅
西日本鉄道
北九州本線
上富野一丁目停留場 - 砂津停留場 - 米町停留場